# Yak-15 (航空機)

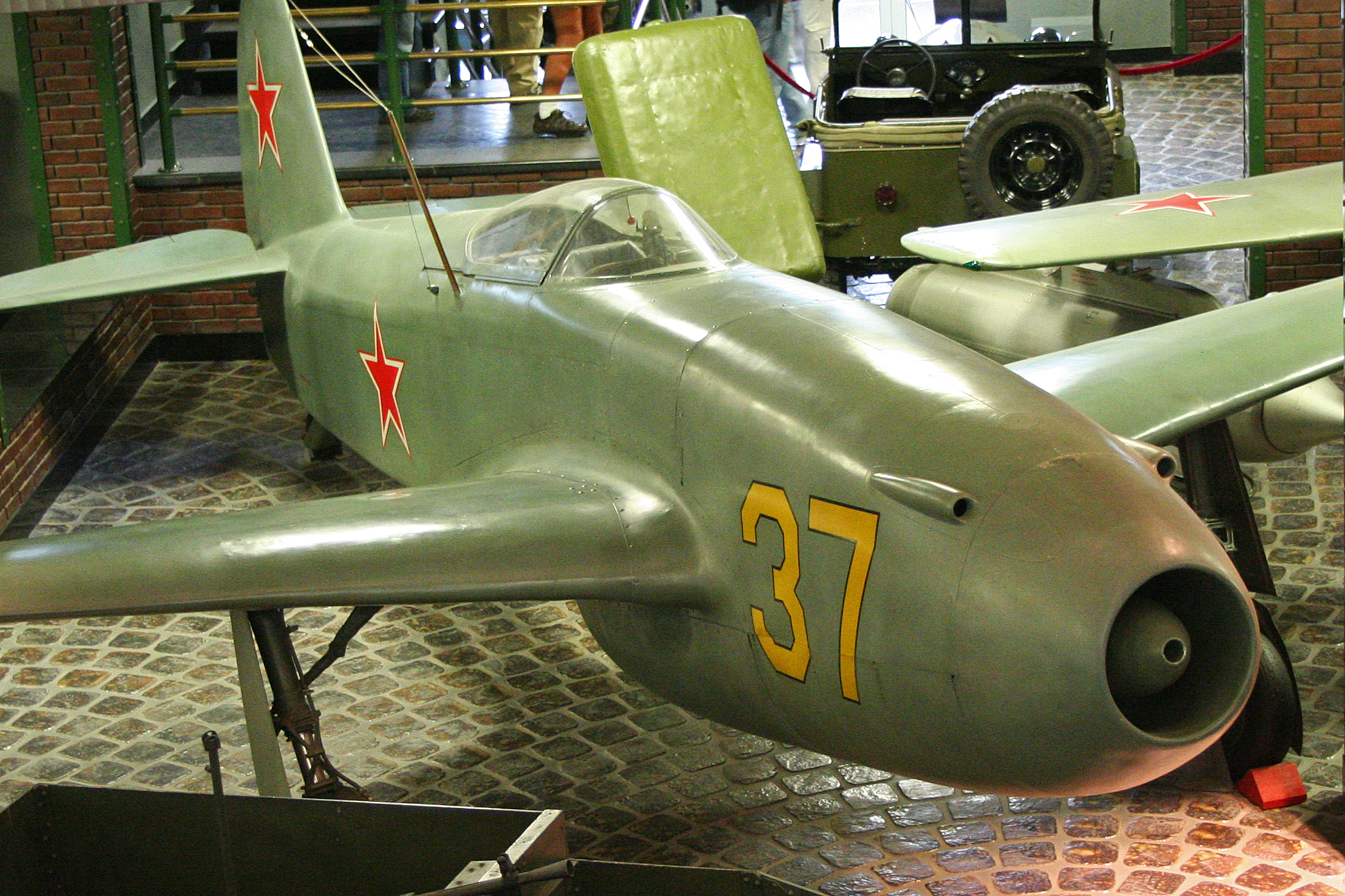
唯一現存しているYak-15。ザドロシュノヴォ技術博物館に展示されている。

Yak-15(Jak-15；ヤク15；ロシア語:Як-15ヤーク・ピトナーッツァチ)は、ソ連のヤコヴレフ設計局で開発されたジェット戦闘機。DoDが割り当てたコードネームはType 2。

## 概要
レシプロ戦闘機のYak-3にドイツで開発されたユモ004 (Jumo-004)ジェットエンジンのコピーであるRD-10(РД-10)ジェットエンジンを組み込んで開発された。政治的な理由により、初飛行はMiG-9の初飛行まで認められなかった。Yak-15は旧来どおりの尾輪式の機体であったが、すぐに前輪式のYak-17が開発され量産に移された。

## スペック
- 初飛行：1946年
- 翼幅：9.20 m
- 全長：8.70 m
- 全高：2.27 m
- 翼面積：14.85 m2
- 空虚重量：1,852 kg
- 離陸重量：2,742 kg
- 発動機：RD-10(РД-10) ターボジェットエンジン ×1
- 出力：900 kg/s
- 最高速度：700 km/h
- 最高速度(地表高度)：786 km/h
- 巡航速度：689 km/h
- 実用航続距離：510 km
- 実用飛行上限高度：13,350 m
- 乗員：1 名
- 武装：23 mm機関砲NS-23(НС-23) ×1(弾数60発)

## 運用国
- ソ連